# Het Leuven

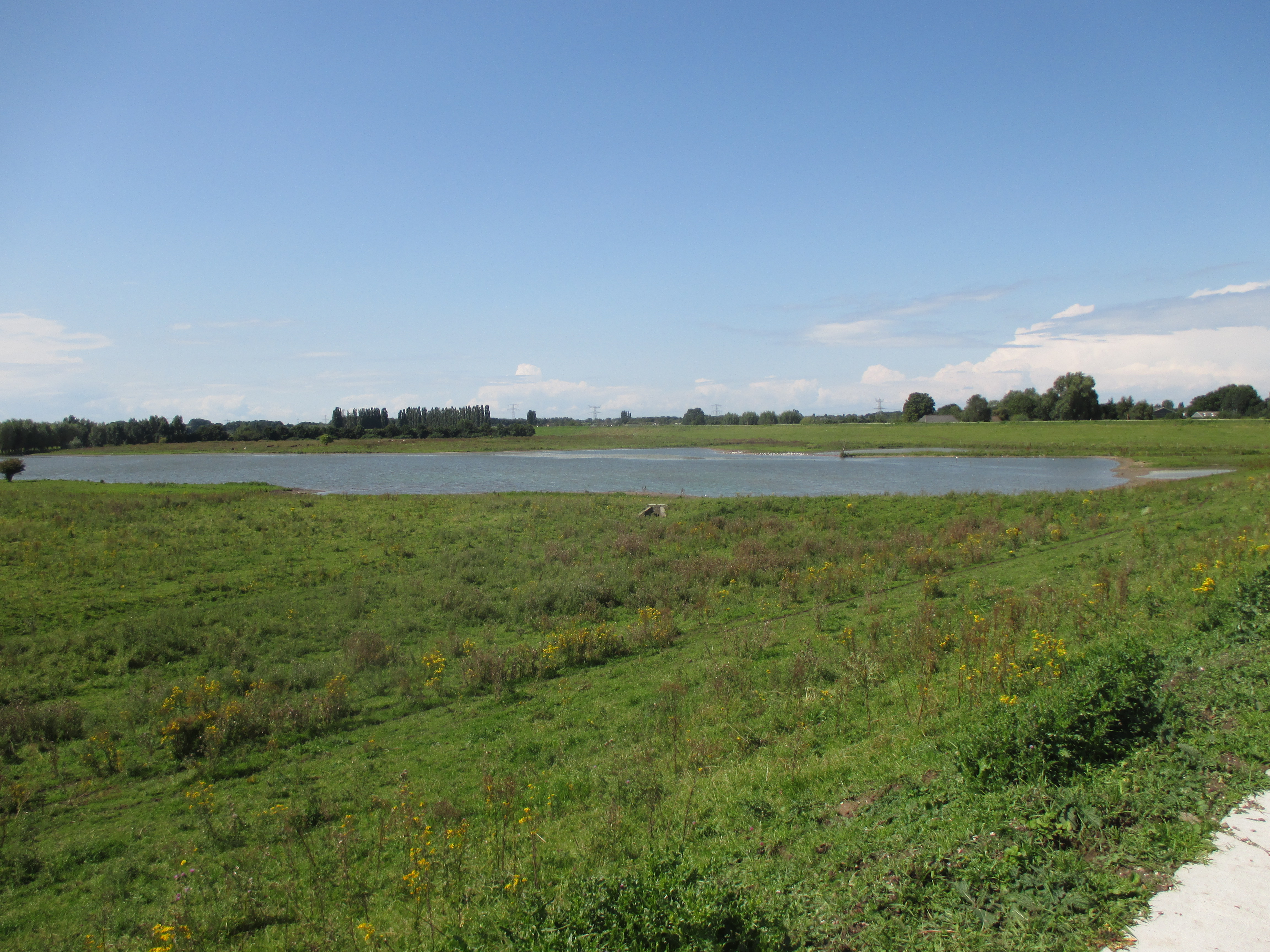
Jezuïetenwaay bij Groessen

Het Leuven is een buurtschap die ligt in het Liemerse dorp Groessen in Gelderland. De huidige buurtschap is gelegen in de omgeving van de oorspronkelijke 'verdronken buurtschap' Leuven of Leuffen, nabij de Leuvensedijk tussen Oud-Zevenaar en Groessen. Het Leuven bestond in 1735 uit een langgerekte straat van ongeveer 350 meter met daaraan 15 huizen, elders in de buurtschap stonden nog vier huizen. De straat kwam uit op de Oude Rijn. In 1799 verdween de buurtschap door een dijkdoorbraak, waarbij de kolk de Jezuïetenwaay ontstond. In de omgeving waar de oorspronkelijke buurtschap lag zijn topografische namen die er naar verwijzen zoals Leuffenseweg, Leuvenseweg, Leuvensedijk, Leuvensestraat en Leuvenseveld.

## Naam
Heel vroeg in de geschiedenis komt de naam Leuven of Leuffen in verschillende schrijfwijzen voor. In 788-789 wordt al melding gemaakt van de naam 'Loffna' en in het begin van de 9de eeuw komt 'Lefna' voor. In de 12de eeuw wordt het geschreven als 'Lopene' en 'Lofenick'. Vervolgens vindt men in de 13de eeuw de namen 'Loefenum' en 'Loeffen'. In de ambtsatlas van circa 1735 wordt het gebied 'Löffen' genoemd en in een register van de grote Liemerse Schouwpolder wordt de naam 'Löven' gebruikt. In 1800 gebruikt men de naam 'Lophen' en op een kaart uit 1810 komt de spelling Leuven voor het eerst voor. Waarschijnlijk betekent de naam ‘hutten of houten woningen’.

## Dijkdoorbraken
De vernielingen door het hoge water vonden in verschillende jaren plaats.
Op 19 december 1753 brak de dijk bij de buurtschap door, waardoor een groot deel van de Liemers onder water kwam te staan. Bij deze doorbraak gingen drie woonhuizen verloren. Als gevolg van de doorbraak werd de bestaande 'Pottingswaay' zo groot dat er een nieuwe dijk werd aangelegd, waardoor deze buitendijks komt te liggen. 
In de nacht van 12 op 13 februari 1757 brak de dijk op twee plaatsen door. Tijdens deze doorbraak ontstonden de ‘Baltens Waay’ en ‘Interessentenwaay’.
In de winter van 1798-1799 had zich stroomafwaarts een ijsdam gevormd, waardoor het waterpeil in de Oude Rijn steeg. Door kruiend ijs brak in de nacht van 4 op 5 februari over een afstand van ongeveer tweehonderd meter de Leuvensedijk opnieuw door. Van de 19 huizen die de buurtschap telde, bleven vier huizen gespaard. Bij deze dijkdoorbraak ontstond de ‘Jezuïetenwaay’. Nog datzelfde jaar werd landinwaarts, dwars door het Leuvenseveld, een nieuwe dijk aangelegd, waarmee het gebied van de voormalige buurtschap vrijwel geheel buitendijks kwam te liggen.

## Bijzonderheden
- Er bestaat nog steeds een kerkpad dat loopt vanaf de oude buurtschap Leuven via verschillende percelen naar de Sint-Andreaskerk. Dit pad is ontstaan omdat bewoners van de oude buurtschap geen eigen kerk hadden. Het pad maakt deel uit van het langeafstandswandelpad Klompenweg.
- De Leuvenseweg in Groessen wordt op een deel van de weg aangegeven met een straatnaambord waarop Leuffenseweg staat vermeld.

Dorpen: Duiven · Groessen · Loo

Buurtschappen: De Eng · Helhoek · Het Leuven · Nieuwgraaf

Gelderland: Steden en dorpen in Gelderland      Nederland: Provincies · Gemeenten